# Ouassou
Ouassou és una vila i subprefectura de la prefectura de Dubreka de la regió de Kindia, a l'oest de Guinea. A la dècada del 1890 va marcar el límit meridional de la colònia del Sudan Francès.